# Frankie LaRocka
Frankie LaRocka pseudonimo di Frankie LaRocca (1954 – New York, 11 maggio 2005) è stato un batterista e produttore discografico statunitense.
Nel corso della sua carriera, ha collaborato con il gruppo dei Bon Jovi e con Bryan Adams, David Johansen e John Waite. Fu inoltre membro degli Scandal. Negli anni novanta divenne un produttore discografico della A&R e produsse Pocket Full of Kryptonite degli Spin Doctors.
È morto a New York l'11 maggio 2005, a 51 anni, dopo aver subito un intervento chirurgico al cuore.